# Ибрагимов, Зайнутдин Ибрагимхалилович
Зайнудин Ибрагимхали́лович Ибраги́мов (1982 год, с. Урада, Советский район, ДАССР, СССР — 29 мая 2004 года, Махачкала, Дагестан) — российский борец вольного стиля. Бронзовый призёр Всемирных юношеских игр-1998.

## Биография
Боролся в категории до 96 кг. Младший брат бронзового призёра Олимпийских игр в Сиднее Магомеда Ибрагимова. Воспитанник ШВСМ, г. Махачкала. Учился на юридическом факультете ДГУ.
Зайнудин Ибрагимов — бронзовый призёр Всемирных юношеских игр-1998 в категории до 76 кг. Участник Кубка мира 2003 года, Гран-при Ивана Ярыгина-2003. Бронзовый призёр чемпионата России 2003 года в Черкесске.

### Гибель
29 мая 2004 года возле главного корпуса Дагестанского государственного университета Ибрагимов был застрелен в собственном автомобиле «ВАЗ-2109». Убийство совершил Сулейман Расулов, который был одним из охранников сына депутата Государственной Думы Гаджи Махачева — Далгата, с которым незадолго до этого у Зайнудина Ибрагимова возник конфликт.